# IJspriem

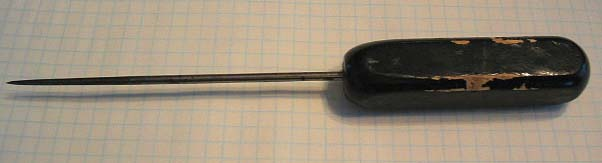
Een standaard ijspriem

Een ijspriem is een priem (prikpen met geharde punt) die geschikt is voor het breken van ijs of het slaan van een wak. Ook kan een ijspriem worden gebruikt bij het transport van blokken ijs. Een ijspriem kan bij onjuist gebruik ernstige verwondingen veroorzaken.

## Schaatsen
Bij schaatsen op natuurijs wordt wel een veiligheidsset meegevoerd. Het bevat een werpkoord en een ijspriem voor (zelf)reddingsdoeleinden.